# This is Art
This is Art  è un programma televisivo spagnolo condotto da Ramón Gener,dedicato alla raffigurazione delle emozioni nella storia dell'arte.
Oltre alla Spagna, il programma è stato trasmesso in Italia (RAI 5), Portogallo (RTP2), paesi arabi ( Al-Jazeera ), Croazia (HRT), Grecia , Hong Kong , Messico (Canale 22) e Nuova Zelanda, diventando la serie di documentari catalani più venduta.

## Stagioni
Il programma è diviso in due stagioni da 12 episodi l'una per un totale di 24 episodi nei quali il conduttore analizza le emozioni e i sentimenti intraprendendo un viaggio nell'intimo di ciò che ci caratterizza come esseri umani attraverso meraviglie pittoriche e scultoree.
La seconda stagione è attualmente disponibile solo in Spagna

### Prima stagione
| Titolo      | Trama | Durata   |
| ----------- | --- | -------- |
| Estasi      | Dalla notte dei tempi, talvolta anche attraverso l’uso di alcol o sostanze stimolanti, l’uomo ha cercato una dimensione spirituale e una condizione di beatitudine che lo avvicinasse alla divinità. La ricerca del sublime si è espressa anche attraverso la creazione di dipinti e sculture o la composizione di struggenti melodie. Dalla basilica di Santa Maria Assunta sull'isola di Torcello fino ai poemi sinfonici di Skrjabin, Ramon Gener mette a confronto capolavori dell’arte bizantina, barocca e contemporanea per raccontare il tormento e l’estasi in Occidente attraverso i secoli. | 47:00:00 |
| Curiosità   | Nell’episodio Gener si mette sulle tracce di un grande scrittore che, lasciandosi guidare dalla sensibilità artistica di quando era bambino, ci ha lasciato uno dei racconti più amati del Novecento: Il Piccolo Principe. Attraverso la vita e le avventure di Antoine de Saint-Exupéry, ma anche di altri grandi artisti come Mozart e Matisse, Ramon spiega l’importanza del “bambino interiore” nell’arte. Perché, come diceva Picasso, “tutti i fanciulli nascono artisti. Difficile è rimanere artista quando si cresce”. | 48:00:00 |
| Ispirazione | Un colore, un alito di vento, il volto della persona amata, un raggio di luce: tutto può essere fonte di ispirazione. Dagli scultori dell’età classica, agli impressionisti, ai grandi compositori, l’ispirazione è spesso il risultato di un evento inaspettato, ma anche l’origine del tormento che, in un modo o nell’altro, caratterizza la vita di ogni artista. Per provare a spiegare l’attimo inafferrabile tra il vuoto creativo e il capolavoro, Ramon Gener si sposta tra Atene e Parigi nel terzo episodio della serie,spaziando da un quadro di Modigliani a una sinfonia di Berlioz, Gener si mette alla ricerca delle muse che nella storia dell'Occidente hanno ispirato immense opere d'arte. | 48:00:00 |
| Ribellione  | Un incontro con il regista Julien Temple, protagonista della scena punk nella Londra degli anni Settanta, e un’intervista a tre artisti che sostengono di essere, ognuno di loro, l'unico e vero Banksy, lo street artist britannico la cui identità ad oggi continua a rimanere sconosciuta. Da sempre gli artisti hanno fatto della ribellione contro i canoni e i tempi che li hanno preceduti una bandiera. Attraverso l’analisi di negazione, rottura, strategia e azione nei movimenti artistici e culturali degli ultimi decenni, Ramon Gener spiega perché sia necessaria e fondamentale: senza di essa non ci sarebbe evoluzione creativa. Come gesto di estrema trasgressione, Ramon realizzerà l’impossibile nel cuore del cuore del mondo: riprese filmate - vietatissime - all'interno della Cappella Sistina. | 45:00:00 |
| Vanità      | Ramon Gener analizza le varie manifestazioni della vanità, profondamente radicata nello spirito creativo e parte innegabile della natura umana, in un viaggio tra Madrid, Versailles e Barcellona. Con il critico d’arte Manuel Antón, Ramon svela i segreti di alcuni ritratti di sovrani custoditi al Museo del Prado, mentre con Sarai López, campionessa spagnola di bodybuilding, indaga sull’influenza della scultura classica in questa disciplina sportiva. Ospiti del programma anche lo scultore Jaume Plensa e il soprano Desireé Rancatore. | 47:00:00 |
| Follia      | Cosa resterebbe dell'arte se eliminassimo la componente folle che, insieme a ispirazione, curiosità e trasgressione, è un elemento fondamentale del processo creativo? Da Hieronymus Bosch a Vincent van Gogh, da Ernest Hemingway e Virginia Woolf a Salvador Dalì e Robert Schumann, Ramon Gener attraversa la storia dell'arte, della letteratura e della musica, per raccontare le piccole e grandi follie che si nascondono dietro immensi capolavori. | 46:00:00 |
| Solitudine  | Una camminata attraverso la solitudine nell'arte, vista nelle sue varie declinazioni: dalla musica di Schubert ai quadri di Mirò, passando per le pitture rupestri nelle grotte, in attesa di essere scoperte. Un viaggio che, dai quadri di Friedrich, porta all'intervista con un eremita per capire la sua scelta di solitudine; e che, attraverso l'analisi di una psicologa, porta all'interpretazione delle opere di Hopper e Giacometti. In chiusura l’esperimento di liberare dalla solitudine dei magazzini di un museo un quadro di Masriera ed esporlo in piazza; e un’intervista ad un ex condannato a morte, per capire la solitudine senza speranza di chi vive quella condizione. | 47:00:00 |
| Gelosia     | Caino che uccide Abele per ottenere il favore di Dio, Bernini e Borromini che si contendono il favore del Papa, Venere che tradisce Vulcano con Marte, Medea che uccide i propri figli per punire il tradimento di Giasone, Veronese e Tintoretto che si sfidano per ottenere un lavoro. Ramon Gener racconta i più celebri casi di gelosia nella storia dell'arte, della musica, della letteratura, dell'Opera. Ramon affronta il tema spiegando come questa coinvolga sempre tre soggetti, diversamente dall'invidia che ne coinvolge due. Incontra, inoltre, i tre architetti dello Studio RCR che nel 2017 ha vinto il Premio Pritzker per l’architettura, per scoprire che la loro felice collaborazione esclude ogni tipo di gelosia. In chiusura, traendo spunto da un'installazione dell'artista Judy Chicago, una riflessione sulla gelosia che può essere superata solo quando l'amore che si cela dietro di essa viene alla luce. | 47:00:00 |
| Coraggio    | Come le nove Valchirie che giravano il mondo alla ricerca di eroi degni di entrare nel Walhalla, in questo viaggio alla ricerca dei personaggi più coraggiosi dell’arte, Gener spazia dalla musica (Beethoven) alla mitologia sacra (Davide) e profana (Achille), passando per la letteratura (Don Chisciotte e Peter Pan), la storia (Giovanna d'Arco), l'architettura (Bernini) e l'ingegneria (Leonardo). Tra dipinti, sculture, sinfonie e racconti, le varie declinazioni del concetto di coraggio portano alla conclusione che, ancor più coraggioso dell'artista che crea l'opera, è il fruitore che la ammira e che, pertanto, merita un posto nel Walhalla insieme agli altri eroi. | 47:00:00 |
| Colpa       | Il senso di colpa a partire dal Peccato Originale raccontato nella Bibbia, uno dei modi per combatterlo, secondo la fede cristiana, è la confessione. Gener intervista Padre Kern, sacerdote della Chiesa di Giovanni Nepomuceno a Monaco, e alcune persone – anche un detenuto in prigione per furto - alle quali chiede di spiegare che cosa sia il senso di colpa per loro. In primo piano anche la storia di diversi artisti che hanno usato la loro arte per placare il proprio senso di colpa (da Brahms con la sua musica, a Picasso e Caravaggio con la loro pittura) e alcuni testi della letteratura mondiale che hanno trattato questo tema, come “Boris Godunov” di Puškin e “Macbeth” di Shakespeare. Come riflessione finale, Gener suggerisce di seguire l'esempio di questi artisti e di usare l'arte come un modo per placare il senso di colpa e la voce della coscienza che ne deriva. | 48:00:00 |
| Paura       | Un viaggio attraverso la paura – che ci rinchiude tra le sue quattro mura impedendoci di vivere – per scoprire come gli artisti ne abbiano sofferto e l'abbiano combattuta: dai compositori (Rachmaninoff, Chopin) ai pittori (Turner, Cézanne, Masson) dagli scrittori (Kafka, Shelley, Polidori, Wilde, Lovecraft, Poe, Stevenson, Stoker), ai registi cinematografici (Balagueró). L’episodio mostra come il modo di esorcizzare la paura che avevano gli antichi egizi non sia poi dissimile da quello della gente comune di oggi e porti, inesorabilmente, alla conclusione che la paura è soltanto nella nostra testa. | 49:00:00 |
| Desiderio   | Fin dall'antichità il desiderio nell’arte è stato incarnato dalla dea Venere di cui oggi esistono numerosissime riproduzioni sia nella pittura che nella scultura. In epoche più recenti anche la Maja vestida e Maja desnuda di Goya, due quadri pensati per essere sovrapposti uno sull'altro in modo che la “Maja nuda” si rivelasse solo attivando un meccanismo, hanno interpretato il desiderio. Nell’episodio, Ramon Gener visita anche il Castello di Nymphenburg a Monaco di Baviera, arredato in stile rococò, che ospita uno dei primi esemplari di mobile secretaire in cui i nobili conservavano le lettere segrete dei propri amanti. Impossibile non citare il romanzo “Le relazioni pericolose” di Choderlos de Laclos. Per indagare le caratteristiche del desiderio Ramon, inoltre, racconta il quadro “Il giardino delle delizie” di Bosch e, attraverso la nascita della Pop Art, indaga anche il desiderio verso i beni di consumo, citando Andy Warhol e la nascita della serigrafia con cui l'artista immortalò gli idoli della sua epoca, oggetti del desiderio popolare. | 48:00:00 |

### Seconda stagione
| Titolo        | Trama | Durata |
| ------------- | ----- | ------ |
| Innamoramento |       |        |
| Fede          |       |        |
| Odio          |       |        |
| Dolore        |       |        |
| Umorismo      |       |        |
| Malinconia    |       |        |
| Empatia       |       |        |
| Crepacuore    |       |        |
| Vergogna      |       |        |
| Ossessione    |       |        |
| Allegria      |       |        |
| Emozione      |       |        |

## Premi
This is Art ha ricevuto la XXIII edizione del premio Zapping per il miglior programma informativo / teatrale / documentario.